# Extreme Memory Profile
Extreme Memory Profiles (XMP) sind von Intel eingeführte Zertifizierungen für DDR3-Speichermodule aus dem PC-Bereich. Diese Zertifizierung soll die Ausnutzung der Speichergeschwindigkeit erleichtern und dabei einen stabilen Betrieb garantieren. Auf den unterstützten Chipsätzen soll dieses die leichtere Übertaktung der Systeme ermöglichen und so einen stabilen Betrieb der Speichermodule außerhalb der spezifizierten JEDEC-Standards für Speichermodule ermöglichen. Nach JEDEC sind DDR3-Speicher bis zu Geschwindigkeiten von 2.133 MHz (PC3-17000) spezifiziert. XMP wird auch bei DDR4 und DDR5 verwendet.
Steckt man XMP-Speichermodule auf geeignete Mainboards, bietet das BIOS- bzw. UEFI-Menü dem Benutzer an, Timings, Speichertakt und elektrische Spannung aus einem von zwei Profilen zu übernehmen. Diese sind fest in einem Bereich des SPD-Speichers des Speichermoduls hinterlegt, der von SPD nicht selbst genutzt wird. Der Benutzer muss die genannten Einstellungen somit nicht einzeln vornehmen. Diese Funktion lässt sich häufig auch bei AMD-Systemen nutzen. Der Name dafür variiert je nach Mainboardhersteller, z. B. A-XMP bei MSI, D.O.C.P. bei Asus oder EOCP bei Gigabyte.